# Cloruro de yodo
El cloruro de yodo o monocloruro de yodo (ICl) es un compuesto interhalogenado formado mediante la combinación de yodo y cloro y que forma dos estructuras cristalinas diferenciadas.

## Síntesis
El cloruro de yodo se sintetiza mediante la combinación estequiométrica de cloro y yodo:
Cl2 + I2 → 2 ICl

## Polimorfos
El cloruro de yodo presenta dos polimorfos. El α-ICl cristaliza de forma cuticular con cristales negros de temperatura de fusión a 27 °C. La forma β-ICl presenta cristales más lenticulares con temperatura de fusión a 14 °C.
La estructura cristalina de ambos polimorfos consiste en moléculas que forman cadenas dispuestas en forma de zig-zag.,

## Usos
El ICl es un reactivo empleado en la síntesis orgánica de distintos compuestos. Puede ser empleado en la síntesis de compuestos aromáticos yodados.
También puede emplearse en la adición de cloro y yodo a alquenos mediante una doble adición:
RCH=CHR’ + ICl → RCH(I)-CH(Cl)R’
Cuando esta reacción se lleva a cabo en presencia de la azida de sodio se forma la iodo-azida RCH(I)-CH(N3)R’.
El monocloruro de yodo es empleado para la preparación del reactivo de Wijs para la determinación del índice de yodo que cuantifica el grado de instauración de compuestos orgánicos que contienen enlaces diénicos y triénicos, como por ejemplo distintos aceites como el aceite de oliva u otras sustancias agroalimentarias que contienen grasas tales como margarinas o mantecas.